# HKK Brotnjo Čitluk
HKK Brotnjo je hrvatski košarkaški klub iz Čitluka, Bosna i Hercegovina. Sjedište je u Kralja Tomislava bb, Čitluk.

## Povijest
Za osnivanje košarkaškog kluba najzaslužniji je Zdenko Božić koji je i sam bio košarkaš. Prvi predsjednik bio je Krešo Pehar.
Klub nije ostvarivao značajnije rezultate u razdoblju do početka 1990-ih i igrao je u Hercegovačkoj regionalnoj ligi.
Godine 1994. obnavlja se rad kluba i igra u Košarkaškoj ligi Herceg-Bosne koju su osvajali nekoliko puta. U sezonama 2002./03. i 2006./07. igraju u Prvoj ligi BiH, ali oba puta ubrzo, nakon samo jedne sezone, ispadaju u ligu Herceg-Bosne.

## Vanjske poveznice
- Službene stranice HKK Brotnjo  Arhivirana inačica izvorne stranice od 17. veljače 2020. (Wayback Machine)
- brotnjo-sport.info, Košarkaški klub Brotnjo   Arhivirana inačica izvorne stranice od 31. listopada 2016. (Wayback Machine)
- HKK Brotnjo Facebook
- HKK Brotnjo Čitluk Facebook